# Sidney Cristiano dos Santos
Sidney Cristiano dos Santos, noto come Tita (Rio de Janeiro, 20 agosto 1981), è un ex calciatore brasiliano naturalizzato turco, di ruolo centrocampista.
Nel 2008, quando ha ottenuto la cittadinanza turca, ha cambiato il proprio nome in Melih Gökçek.